# Mirador (chanson de Johnny Hallyday)
Pour les articles homonymes, voir Mirador.
Singles de Johnny Hallyday
Que je t'aime (version live Bercy 87)
(1988) Si j'étais moi
(1989)
Clip vidéo
[vidéo] « Mirador », sur YouTube
Mirador est une chanson de Johnny Hallyday, issue de l'album Cadillac sorti en 1989.
Les paroles sont écrites par Etienne Roda-Gil sur une composition de David Hallyday, qui l'année suivante la réutilise pour un titre de son album Rock'n'Heart.
Le 5 juin 1989, dix jours avant la parution de l'opus Cadillac, Mirador est éditée en single. La chanson atteint la 3e position du Top 50.

## Développement et composition
Mirador est écrit et réalisé par Etienne Roda-Gil sur une musique de David Hallyday. Le texte reprend un thème cher à Johnny Hallyday, l'univers carcéral et la privation de liberté.
En 1990, David Hallyday réutilise sa composition pour la chanson To Have and to Hold (7e piste de l'album Rock'n'Heart), le texte anglais est écrit par Lisa Catherine Cohen.

## Discographie
5 juin 1989 :
45 tours Philips 874 514-7
1. Mirador (4:22)
2. Back to the Blues (3:18)[1],[6]

Maxi CD 3 titre Philips 874 515-2 
1. Mirador
2. Back to the Blues
3. Mirador (Remix)[7]

15 juin 1989 :
33 tours 838 897-1 Cadillac
CD 838 897-2 Cadillac
Enregistrements public :
1991 : Dans la chaleur de Bercy
1993 : Parc des Princes 1993 (en duo avec David Hallyday dans une version franco-anglaise Mirador-To Have and to Hold)

## Réception
Le titre s’écoule à plus de 200 000 exemplaires en France, où il est certifié disque d’argent.

### Classements hebdomadaires
| Classement (1989) | Meilleure position |
| ----------------- | ------------------ |
| France (SNEP)     | 3                  |

| Classement (2017) | Meilleure position |
| ----------------- | ------------------ |
| France (SNEP)     | 107                |

## Reprise
Sylvie Vartan enregistre Mirador, en 2018, sur l'album Avec toi.